# Escola d'infermeria
Escola d'infermeria (originalment en danès, Sygeplejeskolen) és una sèrie de televisió danesa de drama històric i mèdic que s'emet a TV 2 Charlie. La primera temporada es va transmetre a la tardor de 2018 i la segona es va emetre a la primavera de 2019. La tercera temporada es va estrenar la tardor de 2020; la quarta, el setembre de 2021, i la cinquena, l'any següent. Al País Valencià, À punt va començar a emetre-la el 12 d'abril de 2020 i a Catalunya, TV3 va començar a emetre-la el 28 de desembre de 2020.

## Sinopsi
La sèrie té lloc a la dècada de 1950 a Copenhaguen. Després de la Segona Guerra Mundial, va existir gran escassetat d'infermeres a Dinamarca, per la qual cosa el govern va admetre que els homes poguessin ingressar a les escoles d'infermeria de forma experimental. Els estudiants d'infermeria estan atrapats entre els prejudicis de la generació anterior sobre els infermers masculins i els seus propis desitjos de brindar el millor als pacients.

## Repartiment
- Molly Blixt Egelind - Anna Rosenfeld
- Jesper Groth - Bjørn Toft
- Jens Jørn Spottag - Bent Neergaard
- Anette Støvelbæk - Ruth Madsen
- Benedikte Hansen - Margrethe Lund
- Thue Ersted Rasmussen - Christian Friis
- Mikkel Hilgart - Peter Rømer
- Anna Stokholm - Lis Sommer
- Ulla Vejby - Else Andersen
- Katrine Greis-Rosenthal - Nina Neergaard
- Morten Hee Andersen - Erik Larsen
- Asta Kamma August - Susanne Møller
- Helena Fagerlin Widenborg - frk. Holm
- Jakob Åkerlind - Aksel Rasmussen

## Episodis
| Temporada | Temporada | Episodis | Emissió original                   | Emissió original                  | Emissió original                    |
| Temporada | Temporada | Episodis | Dinamarca (TV2 Charlie)            | País Valencià (À Punt)            | Catalunya (TV3)                     |
| --------- | --------- | -------- | ---------------------------------- | --------------------------------- | ----------------------------------- |
|           | 1         | 6        | 21 octubre 2018 – 25 novembre 2018 | 12 d’abril 2020 – 19 d’abril 2020 | 28 desembre 2020 – 30 desembre 2020 |
|           | 2         | 6        | 17 març 2019 – 21 abril 2019       | 23 maig 2021 – 20 juny 2021       | 31 desembre 2020 – 5 gener 2021     |
|           | 3         | 6        | 1 novembre 2020 – 6 desembre 2020  | 20 juny 2021 – 4 juliol 2021      | 27 desembre 2021 – 3 gener 2022     |
|           | 4         | 6        | 26 setembre 2021 – 24 octubre 2021 |                                   | 3 gener 2022 – 5 gener 2022         |
|           | 5         | 6        | 25 setembre 2022 – 30 octubre 2022 |                                   | 3 gener 2023 – 4 gener 2023         |

### Primera temporada (2018)
| Núm. total | Núm. de la temporada | Títol                  | Direcció  | Guió                                             | Data d'emissió original | Data d'estrena a Catalunya |
| ---------- | -------------------- | ---------------------- | --------- | ------------------------------------------------ | ----------------------- | -------------------------- |
| 1          | 1                    | «Els temps canvien»    | Roni Ezra | Claudia Boderke i Lars Mering                    | 21 d'octubre de 2018    | 28 de desembre de 2020     |
| 2          | 2                    | «L'hora de la veritat» | Roni Ezra | Claudia Boderke, Lars Mering i Anne-Marie Olesen | 28 d'octubre de 2018    | 28 de desembre de 2020     |
| 3          | 3                    | «Pòlio»                | Roni Ezra | Claudia Boderke i Lars Mering                    | 4 de novembre de 2018   | 29 de desembre de 2020     |
| 4          | 4                    | «Secrets»              | Roni Ezra | Claudia Boderke, Lars Mering i Anne-Marie Olesen | 11 de novembre de 2018  | 29 de desembre de 2020     |
| 5          | 5                    | «Vida i mort»          | Roni Ezra | Claudia Boderke i Lars Mering                    | 18 de novembre de 2018  | 30 de desembre de 2020     |
| 6          | 6                    | «Examen»               | Roni Ezra | Claudia Boderke i Lars Mering                    | 25 de novembre de 2018  | 30 de desembre de 2020     |

### Segona temporada (2019)
| Núm. total | Núm. de la temporada | Títol                   | Direcció     | Guió                                          | Data d'emissió original | Data d'estrena a Catalunya |
| ---------- | -------------------- | ----------------------- | ------------ | --------------------------------------------- | ----------------------- | -------------------------- |
| 7          | 1                    | «Tracte especial»       | Lars Kaalund | Claudia Boderke, Bo Hr. Hansen i Lars Mering  | 17 de març de 2019      | 31 de desembre de 2020     |
| 8          | 2                    | «Comiat»                | Lars Kaalund | Claudia Boderke, Bo Hr. Hansen i Lars Mering  | 24 de març de 2019      | 31 de desembre de 2020     |
| 9          | 3                    | «Pena i vergonya»       | Lars Kaalund | Claudia Boderke, Lars Mering i Kari Vidø      | 31 de març de 2019      | 4 de gener de 2021         |
| 10         | 4                    | «Records durs»          | Roni Ezra    | Claudia Boderke, Lars Mering i Kari Vidø      | 4 d'abril de 2019       | 4 de gener de 2021         |
| 11         | 5                    | «Una reunió inesperada» | Roni Ezra    | Claudia Boderke, Jesper Malmose i Lars Mering | 14 d'abril de 2019      | 5 de gener de 2021         |
| 12         | 6                    | «Grans decisions»       | Roni Ezra    | Claudia Boderke, Jesper Malmose i Lars Mering | 21 d'abril de 2019      | 5 de gener de 2021         |

### Tercera temporada (2020)
| Núm. total | Núm. de la temporada | Títol                | Direcció                 | Guió                | Data d'emissió original | Data d'estrena a Catalunya |
| ---------- | -------------------- | -------------------- | ------------------------ | ------------------- | ----------------------- | -------------------------- |
| 13         | 1                    | «Per bé o per mal»   | Jannik Johansen          | Iben Albinus Sabroe | 1 de novembre de 2020   | 27 de desembre de 2021     |
| 14         | 2                    | «Noies salvatges»    | Jannik Johansen          | Iben Albinus Sabroe | 8 de novembre de 2020   | 28 de desembre de 2021     |
| 15         | 3                    | «La gran decisió»    | Jannik Johansen          | Poul Berg           | 15 de novembre de 2020  | 29 de desembre de 2021     |
| 16         | 4                    | «Sense marxa enrere» | Morten Boesdal Halvorsen | Poul Berg           | 22 de novembre de 2020  | 30 de desembre de 2021     |
| 17         | 5                    | «Tot en joc»         | Morten Boesdal Halvorsen | Jesper Malmose      | 29 de novembre de 2020  | 31 de desembre de 2021     |
| 18         | 6                    | «Desintoxicació»     | Morten Boesdal Halvorsen | Jesper Malmose      | 6 de desembre de 2020   | 3 de gener de 2022         |

### Quarta temporada (2021)
| Núm. total | Núm. de la temporada | Títol                  | Direcció        | Guió                                       | Data d'emissió original | Data d'estrena a Catalunya |
| ---------- | -------------------- | ---------------------- | --------------- | ------------------------------------------ | ----------------------- | -------------------------- |
| 19         | 1                    | «La germana Elisabeth» | Jannik Johansen | Claudia Boderke, Søren Felbo i Lars Mering | 26 de setembre de 2021  | 3 de gener de 2022         |
| 20         | 2                    | «Ells i nosaltres»     | Jannik Johansen | Sense determinar                           | 3 d'octubre de 2021     | 4 de gener de 2022         |
| 21         | 3                    | «Sota pressió»         | Jannik Johansen | Sense determinar                           | 10 d'octubre de 2021    | 4 de gener de 2022         |
| 22         | 4                    | «La mentida»           | Tilde Harkamp   | Sense determinar                           | 17 d'octubre de 2021    | 5 de gener de 2022         |
| 23         | 5                    | «K.O.»                 | Tilde Harkamp   | Sense determinar                           | 24 d'octubre de 2021    | 5 de gener de 2022         |
| 24         | 6                    | «Lobotomia»            | Tilde Harkamp   | Sense determinar                           | 24 d'octubre de 2021    | 5 de gener de 2022         |

### Cinquena temporada (2022)
| Núm. total | Núm. de la temporada | Títol               | Direcció        | Guió                          | Data d'emissió original | Data d'estrena a Catalunya |
| ---------- | -------------------- | ------------------- | --------------- | ----------------------------- | ----------------------- | -------------------------- |
| 25         | 1                    | «El miracle»        | Tilde Harkamp   | Claudia Boderke i Lars Mering | 25 de setembre de 2022  | 3 de gener de 2023         |
| 26         | 2                    | «Rajos perillosos»  | Tilde Harkamp   | Claudia Boderke i Lars Mering | 2 d'octubre de 2022     | 3 de gener de 2023         |
| 27         | 3                    | «La noia americana» | Tilde Harkamp   | Claudia Boderke i Lars Mering | 9 d'octubre de 2022     | 3 de gener de 2023         |
| 28         | 4                    | «Fe cega»           | Ask Hasselbalch | Claudia Boderke i Lars Mering | 16 d'octubre de 2022    | 4 de gener de 2023         |
| 29         | 5                    | «Dubtes»            | Ask Hasselbalch | Claudia Boderke i Lars Mering | 23 d'octubre de 2022    | 4 de gener de 2023         |
| 30         | 6                    | «Error fatal»       | Ask Hasselbalch | Claudia Boderke i Lars Mering | 30 d'octubre de 2022    | 4 de gener de 2023         |

## Audiències
Amb aproximadament 500.000 espectadors van seguir la primera temporada d'Escola d'infermeria el 2018 a TV2 Charlie.